# Clypeaster chesheri
Clypeaster chesheri är en sjöborreart som beskrevs av Serafy 1970. Clypeaster chesheri ingår i släktet Clypeaster och familjen Clypeasteridae. Inga underarter finns listade i Catalogue of Life.